# Утакмице фудбалске репрезентације Мађарске 2016.
Фудбалска репрезентација Мађарске је током 2016. године одиграла дванаест званичних утакмица. Од дванаест одиграних утакмица четири су биле пријатељске утакмице, четири утакмице у оквиру Европског првенства и још четири окршаја су биле квалификационе утакмице за Светско првенство 2018.

## Утакмице
Победа
  Нерешено
  Пораз
| Мађарска  | 1 : 1    | Хрватска     |
| --------- | -------- | ------------ |
| Џуџак 79’ | Извештај | 18’ Манџукић |

| Мађарска | 0 : 0    | Обала Слоноваче |
| -------- | -------- | --------------- |
|          | Извештај |                 |

| Немачка                       | 2 : 0    | Мађарска |
| ----------------------------- | -------- | -------- |
| Ланг 39’ (аг.) · Т. Милер 63’ | Извештај |          |

| ЕП 2016. |
| -------- |

| Аустрија | 0 : 2    | Мађарска               |
| -------- | -------- | ---------------------- |
|          | Извештај | 61’ Салаи · 87’ Стибер |

| Исланд               | 1 : 1    | Мађарска            |
| -------------------- | -------- | ------------------- |
| Сигурдсон 39’ (пен.) | Извештај | 87’ (аг.) Сајварсон |

| Мађарска                 | 3 : 3    | Португалија                   |
| ------------------------ | -------- | ----------------------------- |
| Гера 19’ · Џуџак 47’ 55’ | Извештај | 42’ Нани · 50’ 62’ К. Роналдо |

| Мађарска | 0 : 4    | Белгија                                                    |
| -------- | -------- | ---------------------------------------------------------- |
|          | Извештај | 10’ Алдервајрелд · 78’ Батшуаји · 80’ Азар · 90+1’ Караско |

|  |  |  |  |  |  |  |  |  |

| Фарска Острва | 0 : 0    | Мађарска |
| ------------- | -------- | -------- |
|               | Извештај |          |

| Мађарска      | 2 : 3    | Швајцарска                                   |
| ------------- | -------- | -------------------------------------------- |
| Салаи 53’ 71’ | Извештај | 51’ Сеферовић · 67’ Родригез · 89’ В. Стокер |

| Летонија | 0 : 2    | Мађарска              |
| -------- | -------- | --------------------- |
|          | Извештај | 10’ Ђурчо · 70’ Салаи |

| Мађарска                                    | 4 : 0    | Андора |
| ------------------------------------------- | -------- | ------ |
| Гера 33’ · Ланг 43’ · Ђурчо 73’ · Салаи 88’ | Извештај |        |

| Мађарска | 0 : 2    | Шведска                   |
| -------- | -------- | ------------------------- |
|          | Извештај | 30’ С. Ларсон · 67’ Телин |

| Претходна година: 2015. | Утакмице фудбалске репрезентације Мађарске 2016. | Наредна година: 2017. |

## Голгетери у 2016.
| Домаћин | Гост |

| - Балаж Џуџак - Адам Ланг - Адам Салаи - Золтан Стибер - Золтан Гера - Адам Ђурчо |

## Белешка
1. ↑  Деби Барнабаша Беше (МТК Будимпешта) за Мађарску
2. ↑  Деби Балажа Међерија, Жомбора Береца, Ендре Ботке и Доминика Нађа за Мађарску
3. ↑  Деби Сема Ларсена за Шведску

## Извори и спољашње везе
- Репрезентација Мађарске на фудбалској бази података
- Утакмице репрезентације Мађарске (2016)
- „СП 2018: Почиње на Фарским острвима, затим долази Швајцарска – пун програм”. nemzetisport.hu. 2015-07-26. Приступљено 2015-07-26.
- eu-football (2016)